# Californication (Lied)
Californication ist ein Lied der US-amerikanischen Crossover-Band Red Hot Chili Peppers. Es wurde am 20. Juni 2000 als vierte Single aus dem gleichnamigen Album veröffentlicht. 

## Musikstil
Bei Californication handelt es sich um einen typischen Rocksong der Red Hot Chili Peppers. Der Song besteht aus einem durchgängigen 4/4-Takt mit einem Tempo von etwa 93 bpm. Er ist betont simpel gehalten und ist musikalisch dem Funk zuzuordnen. Produzent des Songs ist wie auf dem Album auch Rick Rubin. Das Lied besteht aus fünf Strophen und drei Refrains.

## Text
Der Titel ist ein Portmanteauwort aus "California" (Kalifornien) und "Fornication" (Unzucht). Ins Deutsche lässt er sich mit „Kalifornisierung“ übersetzen. Die Wortneuschöpfung wird seit den 1950ern verwendet, um die „planlose, unbedachte Bevölkerungsausdehnung in den ariden Gebieten Südkalifornien[s]“ zu beschreiben.
Der Text setzt sich mit dem moralischen und kulturellen Verfall der westlichen Welt auseinander. Als Paradebeispiel wurde Kalifornien und hier insbesondere Hollywood gewählt. Durch möglichst viele Paradoxien versucht der Erzähler aufzuzeigen, wie Hollywood als „Kulminationspunkt westlich-abendländischer Zivilisation“ verfällt. Der Erzähler selbst kann sich davon nicht lösen, er ist ebenfalls in das Geschehen involviert. Das Thema ist für die Red Hot Chili Peppers recht typisch, sowohl vom Verweis auf Kalifornien (vergleiche Dani California), als auch von der Kritik an der verantwortungslosen Gesellschaft (vgl. Under the Bridge).
Im Text erwähnt werden der Hollywood Boulevard mit dem berühmten Walk of Fame und Kurt Cobain. Die Phrase „station to station“ ist eine Anspielung auf das gleichnamige Album von David Bowie. Auch Alderaan, der Heimatplanet von Prinzessin Leia aus Star Wars, wird erwähnt. Und es wird ebenfalls auf die Erdbeben, die in Kalifornien häufig vorkommen, im Text angespielt.

## Musikvideo
Das Musikvideo, erschienen am 5. Juni 2000, zeigt die vier Musiker von Red Hot Chili Peppers in einer Art Videospielwelt, die sich durch mehrere Levels kämpfen, um am Ende mit einer gemeinsamen Aktivierung eines Würfels in die reale Welt zurückzukehren. Der Clip ist überwiegend computeranimiert, enthält aber auch reale Passagen, insbesondere eine Art Liveauftritt der Gruppe vor einem blauen Himmel. Die einzelnen Spielpassagen enthalten videospieltypisch einen Zeit- und einen Punktezähler sowie je nach Art des Levels spezielle Navigationsinstrumente. Zudem wird in einem kleinen Fenster oben die Liveperformance gezeigt. Regie führten Jonathan Dayton und Valerie Faris. Das Video gewann bei den MTV Video Music Awards 2000 den Regiepreis („Best Direction in a Video“) und den Preis für die beste Ausstattung („Best Art Direction in a Video“). Es war außerdem in drei weiteren Kategorien nominiert.

## Kommerzieller Erfolg

### Chartplatzierungen
| ChartsChartplatzierungen       | Höchstplatzierung | Wochen |
| ------------------------------ | ----------------- | ------ |
| Deutschland (GfK)              | 63 (9 Wo.)        | 9      |
| Vereinigte Staaten (Billboard) | 69 (19 Wo.)       | 19     |
| Vereinigtes Königreich (OCC)   | 16 (7 Wo.)        | 7      |

### Auszeichnungen für Musikverkäufe
| Land/Region                  | Auszeichnungen für Musikverkäufe (Land/Region, Auszeichnung, Verkäufe) | Verkäufe  |
| ---------------------------- | ---------------------------------------------------------------------- | --------- |
| Dänemark (IFPI)              | Platin                                                                 | 90.000    |
| Italien (FIMI)               | 2× Platin                                                              | 100.000   |
| Kanada (MC)                  | 7× Platin                                                              | 560.000   |
| Neuseeland (RMNZ)            | 6× Platin                                                              | 180.000   |
| Spanien (Promusicae)         | 2× Platin                                                              | 120.000   |
| Vereinigte Staaten (RIAA)    | 6× Platin                                                              | 6.000.000 |
| Vereinigtes Königreich (BPI) | 3× Platin                                                              | 1.800.000 |
| Insgesamt                    | 27× Platin ·                                                           | 8.850.000 |

Hauptartikel: Red Hot Chili Peppers/Auszeichnungen für Musikverkäufe

## Kontroverse
Mit dem Titel der gleichnamigen Fernsehserie von und mit David Duchovny hat er nichts gemein. Tatsächlich verklagten die Red Hot Chili Peppers den Fernsehsender Showtime auf Schadensersatz. Die Band ging davon aus, dass die Serie durch die Popularität des gleichnamigen Albums profitiert und Wort- und Markenrechte missachtet hätte. Tatsächlich hatten die Red Hot Chili Peppers sich den Namen aber gar nicht sichern lassen, und die Benennung ging auf ältere Wurzeln zurück. Die Klage wurde daher abgewiesen.